# Harrison Omoko
Harrison Omoko (ur. 12 grudnia 1981 w Warri) – nigeryjski piłkarz grający na pozycji obrońcy.

## Kariera piłkarska
W 2000 roku kupiony do Dynama Kijów. Występował tylko w składzie drugiej drużyny. W 2001 został wypożyczony do izraelskiego klubu Hapoel Beer Szewa, ale i tam nie rozegrał żadnego meczu w podstawowej jedenastce. W końcu 2002 próbował swoich sił w Arsenale Kijów. Na początku 2003 sprzedany do innego ukraińskiego klubu Worskła Połtawa, następnie występował w klubach Wołyń Łuck, Tawrija Symferopol oraz Zoria Ługańsk. W lipcu 2010 jako wolny agent powrócił do Wołyni Łuck, w której grał do grudnia 2010. Następnie piłkarz występował w zespołach amatorskich obwodu kijowskiego, m.in. FK Wołodarka i Sokił Mychajliwka-Rubeżiwka. Dopiero 2 marca 2016 powrócił do zawodowej piłki nożnej podpisując kontrakt z drugoligowym klubem Arsenał-Kyjiwszczyna Biała Cerkiew.